# كنيلورث (إلينوي)
كنيلورث (بالإنجليزية: Kenilworth)‏ هي قرية تقع في الولايات المتحدة في مقاطعة كوك، إلينوي. يقدر عدد سكانها بـ 2,513 نسمة .

## الموقع الجغرافي
الموقع الجغرافي للمناطق المحيطة بهذه النقطة هو كالتالي:

## أعلام
- واين اندروز
- أنيتا ديكر بريكنريدج